# Kolta számi nyelv
A kolta számi nyelv (sääʹmǩiõll) az uráli nyelvcsaládba tartozó számi nyelvek egyike, azon belül is a keleti számi nyelvek közé tartozik. Legközelebbi rokonai a kildini, az inari, a teri és az azóta kihalt akkala számi nyelv.

## A nyelv helyzete
A kolta számi nyelvet napjainkban mintegy 400 fő beszéli, akik főleg Finnország területén élnek, néhányan maradtak még Oroszországban is. A finn oldalon hivatalos számi nyelvnek ismerik el. Inari község egyik nem hivatalos nyelve, az ottani iskolákban anyanyelvi és idegen nyelvi szinten is lehet tanulni. mivel kevés fiatal tanulja és használja, ezért erősen veszélyeztetett nyelvnek számít, szemben az inarival, pedig mindkettőnek azonos számú beszélője van.
1978 és 1984 között létezett egy kolta számi nyelvű lap, a Sää´mođđâz is. 1993-ban megpróbálkoztak egy nyelvtanulást segítő programmal, de ez anyagi okok miatt abbamaradt.

## Írás
A kolta számik mellékjeles latin írást használnak:
| А а | Â â | B b | C c | Č č | Ʒ ʒ | Ǯ ǯ | D d |
| Đ đ | E e | F f | G g | Ǧ ǧ | Ǥ ǥ | H h | I i |
| J j | K k | Ǩ ǩ | L l | M m | N n | Ŋ ŋ | O o |
| Õ õ | P p | R r | S s | Š š | T t | U u | V v |
| Z z | Ž ž | Å å | Ä ä | ʹ   |     |     |     |